# Män är alltid pojkar
Män är alltid pojkar (James May's Man Lab) är en brittisk tv-serie som leds av James May, känd från bl. a. Top Gear. Hittills har programmet sänts i tre säsonger. Den första säsongen sändes i tre avsnitt mellan 31 oktober och 14 november 2010. Den ändra säsongen sändes i fem avsnitt mellan 25 oktober och 18 december 2011. Säsong tre sändes även den i fem avsnitt mellan 28 mars och 25 april 2013. Alla säsongerna sändes på BBC 2. Serien har även visats på SBS One i Australien, men slutade visas efter andra avsnittet från säsong tre. 25 augusti 2014 började serien visas på SVT.